# Fouage de Provence
 (août 2021).
Le fouage de Provence est un terme anachronique pour désigner l'« affouagement » provençal selon lequel était répartie une taille réelle. Le feu fiscal était une unité fiscale d'environ 50 000 livres – 55 000 vers la fin du XVIIIe siècle, et dépendant des localités. Seuls les biens roturiers étaient estimés, le mobilier était fortement sous-évalué. Au XVIIIe siècle il y avait 3032 1/2 1/3 feux[pas clair].